# I Got Dem Ol' Kozmic Blues Again Mama!
I Got Dem Ol Kozmic Blues Again Mama! es el tercer álbum de Janis Joplin, lanzado en 1969. Fue grabado con la Kozmic Blues Band. El LP fue lanzado el 11 de septiembre de 1969 y alcanzó la certificación de disco de oro en los dos meses de su lanzamiento. La reedición en CD del álbum incluye como bonus extra el outtake de «Dear Landlord» y las versiones de «Summertime» y «Piece of My Heart» grabadas en vivo en Woodstock.
"I Got Dem Ol' Kozmic Blues Again Mama!" fue un paso  hacia delante o, quizás, hacia un lado pero definitivamente no un paso atrás.  La crítica se le echó encima y sus seguidores enfrascados en el Acid-Rock también. No entendían cómo después de haber dado con la tecla, podía atreverse a "traicionar" su propio sello y su sonido. Le dispararon muchos "dardos envenenados" que con el  tiempo se han demostrado muy injustos y equivocados. 
El primer álbum en solitario de Janis Joplin fue un movimiento muy arriesgado. Había conseguido el éxito comercial y crítico con "Cheap Thrills" y ahora la Bruja Cósmica se alejaba de los sonidos ácidos de su  anterior banda -Big Brother & The Holding Company- y se adentraba en pasajes más propios del Soul y el Blues. Su inconformismo e inquietud le pedían más, así que se quitó la máscara psicodélica y apostó por una música cercana al Southern Soul de Memphis. El predominio de los instrumentos de viento tocados con muchísimo ritmo es una constante y la producción más pulida y cuidada que su anterior trabajo, no le quita un ápice de fuerza a la música.  

## Lista de canciones
| N.º | Título                                 | Escritor(es)                 | Duración |  |
| 1.  | «Try (Just A Little Bit Harder)»       | Jerry Ragovoy, Chip Taylor   | 3:57     |  |
| 2.  | «Maybe»                                | Richard Barrett              | 3:41     |  |
| 3.  | «One Good Man»                         | Janis Joplin                 | 4:12     |  |
| 4.  | «As Good As You've Been To This World» | Nick Gravenites              | 5:27     |  |
| 5.  | «To Love Somebody»                     | Barry Gibb, Robin Gibb       | 5:14     |  |
| 6.  | «Kozmic Blues»                         | Janis Joplin, Gabriel Mekler | 4:24     |  |
| 7.  | «Little Girl Blue»                     | Lorenz Hart, Richard Rodgers | 3:51     |  |
| 8.  | «Work Me Lord»                         | Nick Gravenites              | 6:45     |  |

| CD bonus (reedición) |        |              |          |  |
| N.º                  | Título | Escritor(es) | Duración |  |

## Recepción
Según el crítico Richie Unterberger, el álbum fue mal revisado en su versión inicial, debido en gran parte al cambio de sonido hacia el soul/R&B, alejándose del rock y el sonido psicodélico que llevó a Joplin a la fama con Big Brother and the Holding Company. Unterberger señala que durante décadas las opiniones del álbum han calentado un poco, y que dado a sus propios méritos, el álbum tiene sus puntos fuertes, pero no obstante, lo describe como un esfuerzo "defectuoso", debido en parte a los músicos que le acompañan suenan "un poco rígidos", lo que no pasa de ser una opinión.

## Intérpretes
- Janis Joplin - voz, guitarra
- Sam Andrew - guitarra, voz
- Michael Monarch - guitarra (sin acreditar)
- Mike Bloomfield - guitarra en «One Good Man», «Work Me Lord» y «Maybe»
- Brad Campbell - bajo eléctrico, instrumentación de metal
- Richard Kermode - órgano eléctrico, teclados
- Gabriel Mekler - órgano eléctrico, teclados
- Goldy McJohn - órgano eléctrico, teclados (sin acreditar)
- Maury Baker - batería
- Lonnie Castille - tambores
- Jerry Edmonton - tambores (sin acreditar)
- Terry Clements - saxofón tenor
- Cornelius Flowers - saxofón barítono
- Luis Gasca - trompeta